# حزب التحرير (تونس)
حزب التحرير في تونس، هو فرع لحزب التحرير الذي تأسس سنة 1953 في القدس على يد القاضي تقي الدين النبهاني. رئيس مكتبه السياسي في تونس هو عبد المجيد الحبيبي.

ترتبط أفكار حزب التحرير في تونس بكافة فروع الحزب في العالم، حيث يدعو إلى «استئناف الحياة الإسلامية بإقامة دولة الخلافة»، ويتبع الفرع التونسي إلى قيادة الحزب المركزية.

تم إعطاء التأشيرة للحزب في تونس في 17 يوليو 2012 بعد الثورة التونسية, ومن أهم الشخصيات في فرع تونس هو رضا بالحاج، المتحدث الرسمي باسم الحزب.

## عهدبورقيبة
تعرض أفراده للمحاكمة في تونس لأول مرة في أغسطس 1983 إذ مثل آنذاك أمام المحكمة العسكرية ثلاثون عضوا البعض منهم عسكريون. وقد صدرت عليهم أحكام وصلت إلى ثماني سنوات.

## عهدزين العابدين بن علي
أقيمت محاكمات للمنتمين للحزب في مارس 1990 ومارس 2007 وأخيرا في يونيو 2009.

## بعدالثورة التونسيةسنة 2011
أصدر حزب التحرير بيانا بتاريخ 2 يناير يحرض الناس على السلطة وقد أفادت جهات اعلامية أن حزب التحرير ضم صوته للأطراف الداعية للإطاحة ببن علي.

أصدر حزب التحرير في تونس بياناً في اليوم التالي لسقوط نظام زين العابدين بن علي.

وتقدم الحزب لاحقاً بعد الثورة التونسية بطلب ترخيص إلا أن هذا الطلب رفض من قبل وزارة الداخلية استناداً للمادة الثالثة من الدستور.
كانت حكومة حمادي الجبالي أمين عام حزب حركة النهضة الإسلامي الحاكم في تونس قد أعطت تأشيرة بمباشرة العمل للحزب رسميا في تونس في خطتها لدعم الاتجاه الإسلامي في المنطقة في 17 يوليو 2012.